# ラ・サールの探検

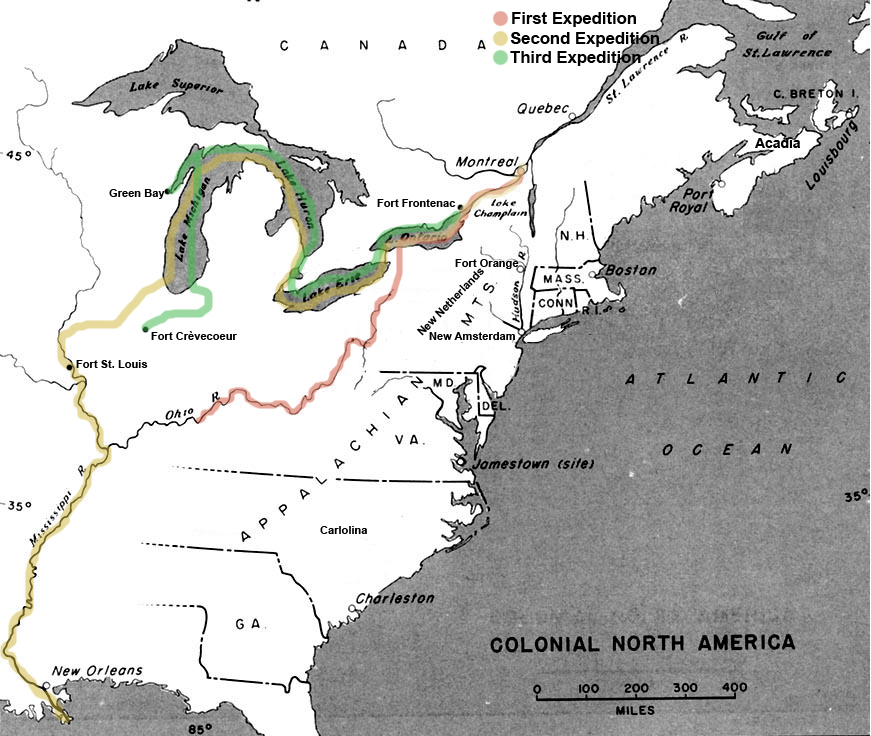
ラ・サールの探検した経路を示す地図、ピンクが最初の探検、緑が2度目、黄色が3度目の探検で辿った道である。

ラ・サールの探検は、シュール・ド・ラ・サール（Sieur de La Salle）に率いられたフランス人探検家の一行の、ミシシッピ川やオハイオバレーを巡る一連の旅である。1660年代の終わりに始まったこの探検旅行は、20年にわたって続けられた。旅した先の多くは、それまでヨーロッパ人が未踏だったところもかなりあった。この探検により、ルイジアナのフランス植民地から、カナダのフランス植民地までの陸上交易路が整備された。また、遠征で立ち寄った先々は、フランス国王ルイ14世の所領となり、この地域への、1世紀近くに及ぶフランス支配の口火を切った。

## 前半期の探検

### 歴史的背景

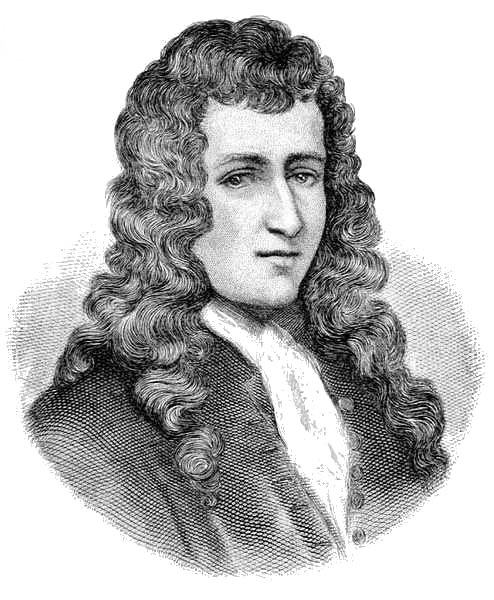
ロベール＝カブリエ・ド・ラ・サール（シュール・ド・ラ・サール）

1666年、ラ・サールはヌーベルフランスに到着した。彼はルーアンの裕福な商人の息子で、イエズス会の神学校で学び、聖職者を志したが、22歳の時に探検に魅了され、インディアンとの交易事業をするつもりで新大陸へ渡ったのである。ラ・サールはすぐにモントリオールへ向かった。この町は、当時フランスの支配下にあった地域の中で、最も遠くにある内陸地の交易所であり、その当時は、教会とさして変わらない存在だった。ここには、イエズス会の宣教師でワイアンドット族（ヒューロン族）への布教のために赴任している彼の兄弟がいた。またこの時期はイロコイ戦争の只中であり、フランス王国が後ろ盾になったアルゴンキン語諸族が、イロコイ連邦と、彼らを支持するイングランド人とを相手に、残忍な戦闘を繰り広げていた。
ラサールは、現在のケベック州ラシーヌの近くに広域な土地を購入し、そこで交易所を始めた。この土地購入により、地主（seigneur）の称号と、探検家としてのチャンスがラ・サールに与えられた。地元のインディアンから毛皮を購入し、仲買人として、ヨーロッパの商人にそれを売り、本国に持ち帰らせる仕事は、かなり繁盛した。ラ・サールはセネカ族の交易商人から、初めてオハイオカントリーのことを教わった。そこには幅の広い川が流れ、大海に注ぎ込んでいるという。そういう川が実在するのなら、交易に役立つのは明らかだった。ラ・サールは、その川への興味をそそられた。もしそれが存在するのなら、内陸部への交易の旅も可能であり、陸上の経路よりはるかに簡単である 。そこが発見されたら、川に沿って交易することで、儲けも大きくなるだろう。当時のヨーロッパ人は、自分たちは、アジアの香辛料の原産地からそう遠くないところにいると思っており、ラサールは、その経路はインドに通じているのだろうと考えたのである。

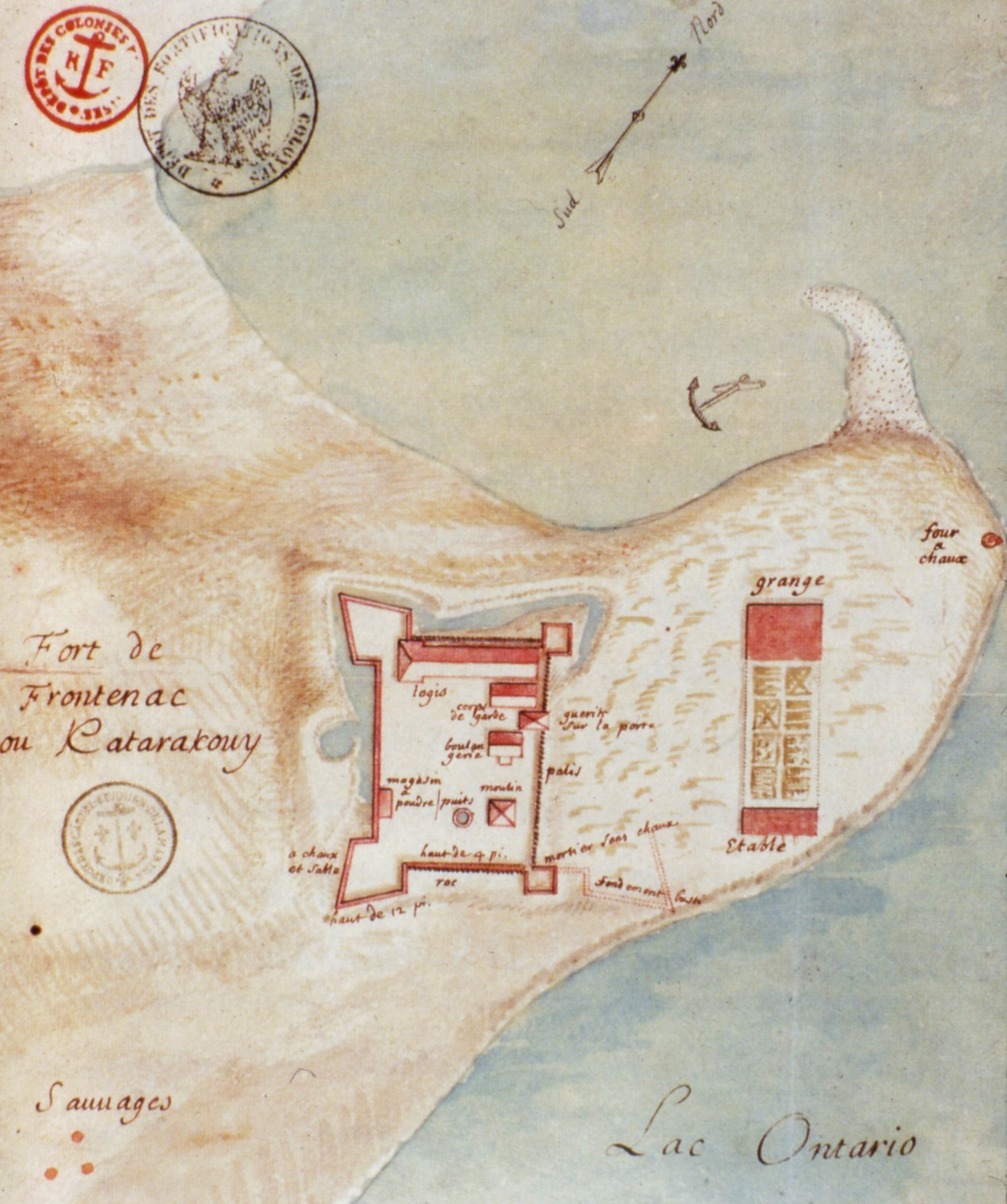
フロンテナック砦（1685年）

1672年から1682年、ラサールはヌーベルフランス総督のフロンテナックと交際して、共にオンタリオ湖畔のカタラキ（現在のキングストン）にフロンテナック砦を建ててイロコイ連邦を牽制し、五大湖上流地方と、沿岸部のオランダやイングランドの入植地との毛皮交易を妨害した。

### 最初の探検
1669年7月6日、ラサールはセネカの商人から教わった地域への、最初の探検に向かった。24人の同行者とカヌーを準備して、セントローレンス川からオンタリオ湖へ渡り、35日後、オンタリオ湖南岸のセネカ川に着いた。そこにはセネカ族の集落があったが、セネカ族は、ラサールが西の方へ探検を続けることを思いとどまらせ、オハイオカントリーに行くのは望ましくないと告げた。彼らの警告や、案内人を出してくれと頼んで拒否されたにもかかわらず、ラサールはナイアガラ川へ向かった。そのナイアガラ川でラサールは、セネカ族が、自分たちが襲撃して捕虜としたポタワトミ族を連れて、居住地に戻るのに出くわした。その捕虜が、オハイオカントリーへの探検の案内役に同意したのを見届けて、ラサールは身代金を払ってその男を釈放させた。
そこから一行はさらに西を目指してエリー湖に着き、そこで南に折れた。そこからオハイオ川の支流に着くまでは陸路で、その支流からカヌーで本流へと漕ぎ出した。オハイオに着くと、ラサールは西へとさらに進み、現在のケンタッキー州ルイズビルにあるオハイオ滝に到着した。その先から一行は進むのを拒否し、ラサールを置いてカナダへ戻った。ラサールはそれからほんのわずかの距離を一人で進み、一人でカナダに戻った。しかしラ・サールのオハイオ川の発見は、現代の歴史家からは認められていない。

### 2度目の探検

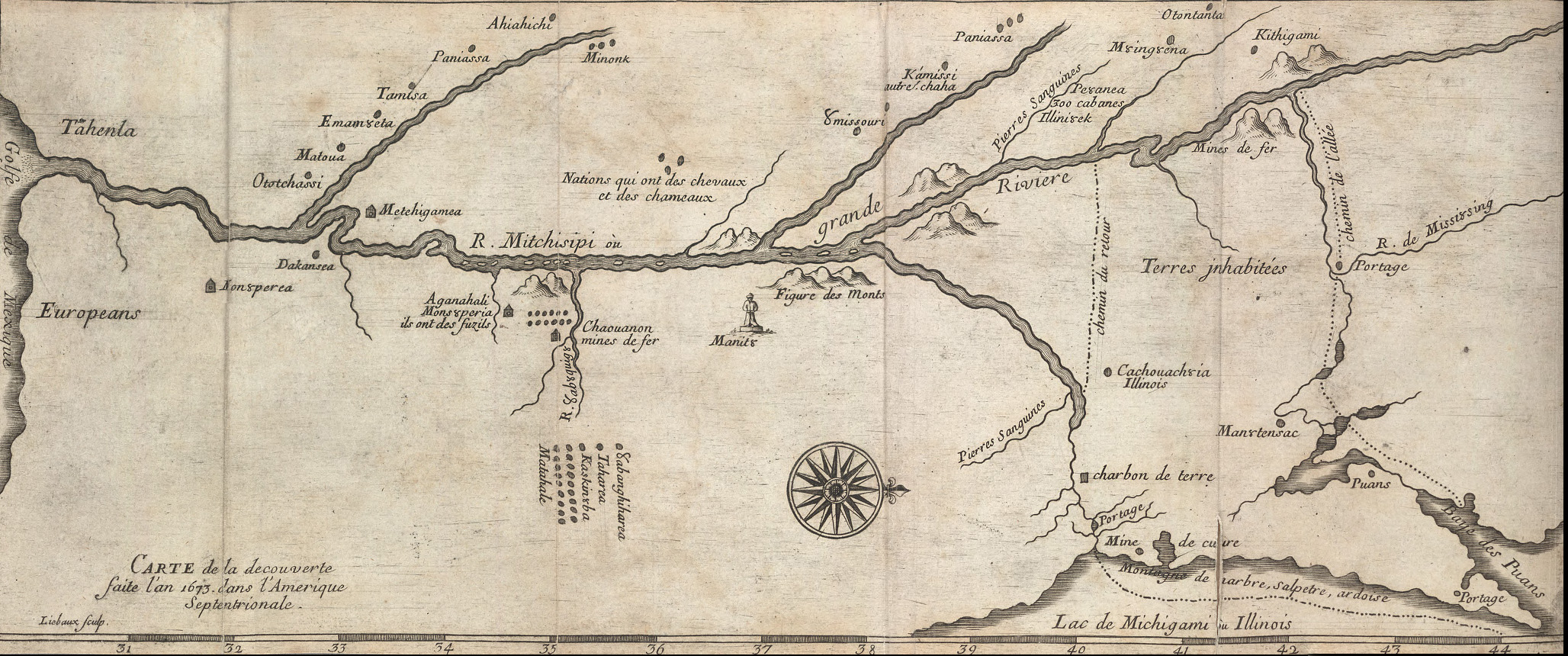
1681年当時のミシシッピ川の地図

1670年、ラサールは新たな探検に出発した。ラサール率いる一行は西を目指してエリー湖を渡り、ミシガン湖の南端にたどり着いた。そこから南へ向かったラサールは、ミシシッピ川に出た。ミシシッピ川をずっと下った一行はメキシコ湾に出た。この発見により、実際に大西洋の南に出たという結論に達した 。この探検旅行により、ラサールはミシシッピ川の全長を下った初のヨーロッパ人となったが、ミシシッピ川そのものは、おそらくはクリストファー・コロンブスの航海にまでさかのぼることができた。コロンブスはミシシッピ川南端を訪れていたからである。さらにミシシッピ川中部には、コロンブスより1世紀前にエルナンド・デ・ソトが訪れていた 。

## 後半期の探検

### 3度目の探検
ラサールは毛皮交易を大々的に、安全に行うために、一連の砦と、補給線をモントリオールから五大湖経由でオハイオバレーに作り、1679年にはフロンテナック砦と、ナイアガラ川河口にコンティ砦も建設した。ラ・サールは、この砦の近くで船を作り、ル・グリフォンと名付けて、五大湖の探検に使った。これはエリー湖を航海した初の商用帆船であった。翌年の夏、現在のウィスコンシン州グリーンベイまで航海し、そこに交易所を作った。その地域はビーバー戦争によって通過することができず、この湖を航海する新しい経路は、フランス商人に、危険な辺境地帯を避けての交易を可能にさせ、戦争の最前線を通らずに、部族との交易ができるようになった。ラサールは交易所にとどまっている間、2人の男にインディアンの案内人をつけて、西にあるミシシッピ川の探索にやった。2人は、最終的にセントアンソニーの滝の位置を突き止めてから戻った。

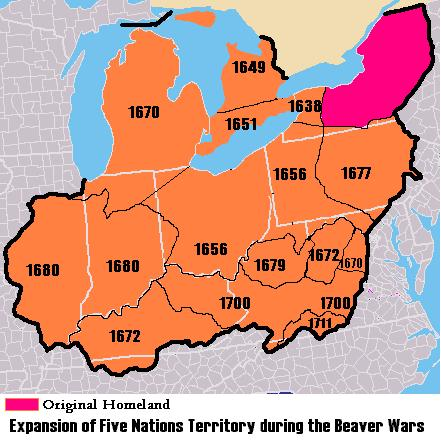
イロコイ戦争によるイロコイ連邦の拡大、ピンクの部分が元々の居住地。

1679年9月、ラ・サールはナイアガラへ戻るために出発したが、ミシガン湖の東岸に当たる、セントジョセフ川の河口でその旅を中止した。一行はその川の上流へと船をこぎ、イリノイカントリーとオハイオカントリーへの探検を続けるため、その拠点として小さな砦を建てた。そこで、陸上からやってくる物資と人員とを待った。彼はグリフォンに乗組員を乗せてモントリオールへ返したが、船はつかず、戻る途中で死んだのだろうと思われた。
1679年12月3日、ラ・サールの一行20人がイリノイカントリーへ出発した。セントジョセフ川からカンカキー川へつながる連水経路を探す予定だったが、連水経路は見つからず、ラ・サールは他の者達とはぐれてしまった。その夜、吹雪の中をラ・サールと一行とは離れ離れで過ごしたが、翌朝ラ・サールは川の方へと出て、一行に再び加わることができた。彼らはなおも探検を続け、ついに連水経路を見つけて、陸路カンカキー川へと進んだ。川に到着してカヌーを漕ぎ出し、西へ向かってミシシッピ川を下った。物資は底をつき始めたが、泥沼で立ち往生するバイソンを捕えて食糧とし、食糧の大部分をそれで補充した。なおも下流へ向かったラ・サール一行は、大きなインディアン集落を見つけて、そこに停泊して砦を作り、クレヴェクール砦と名付けた。

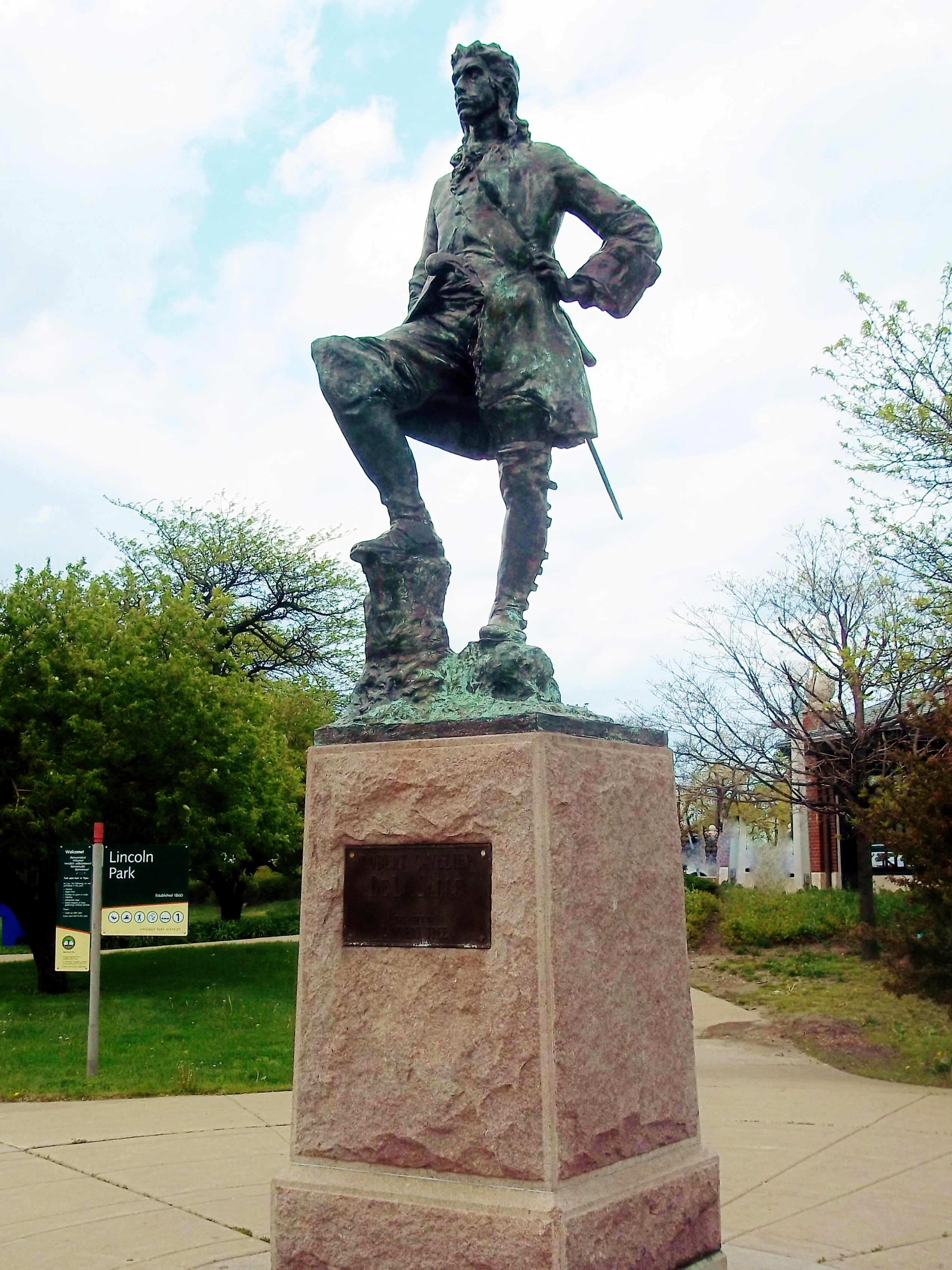
ラ・サールの像
（シカゴ）

この砦を交易所として使うために、ラ・サールは地元の部族を呼んで交渉した。彼らと交易の協定を結ぶことができたが、この地元部族自身が、イロコイ連邦との戦争で通行を閉ざされているのに気付いた。イロコイ連邦はその周辺を襲撃しまわっていたのである。この地域の東はマイアミ族、南東にはウィー族、ピアンケショー族、隣接した地域にはイリノイ族、そしてもっと西にはペオリア族がいて、メインからはるばるやって来た部族もいた。このメインの部族は、侵入してきたイロコイ連邦を避けるため、この地に逃げてきたのだった。地元部族の大部分は、クレヴェクール砦の東側の大部分に当たるオハイオカントリーに住んでいたが、やはりイロコイ連邦の襲撃のため、イリノイカントリーやその他の地にのがれてきたのであった。
その冬の残りは周辺地帯で毛皮を集めるのに費やし、春になってから一行のうちの一部が、モントリオールへ、毛皮を輸送するために、できたばかりの交易路を通って行った。彼らはカナダへ行って毛皮を売ったが、その後行方をくらまし、戻ってこなかった。ラ・サールは、彼らに何があったのかを知ろうとカナダへ出発した。その途中で、ラ・サールはヌーベルフランスの新総督と出会った。この総督はラ・サールが建てた交易所をわがものにして、駐屯兵を置いていた。イリノイカントリーの交易所へ戻ったラサールは、交易所が壊されているのを発見した、彼が出発して間もない1680年の秋に、暴動を起こした彼の仲間のしわざだった。地元部族はミシシッピ川の西へ行って姿が見えなかった、おそらくは度重なるイロコイ族の襲撃のせいだった。

### 4度目の探検
1681年、ラサールは再びイリノイカントリーに戻り、やはり戻ってきた地元の部族と同盟を結ぶための交渉に入った。ラサールは即座に彼らとの交易を始め、その後2年間を通じて銃器と他の金属器とを仕入れた。それは、地元の部族たちが初めて見るものだった 。ラサールはイリノイ川上流のスターヴドロックにサンルイ砦を作ったが、1684年にイロコイ連邦の襲撃にあった。しかしイロコイ族はラ・サールたちに撃退され、その後、イロコイ連邦自身の命運も下降していくことになる。

### 5度目の探検

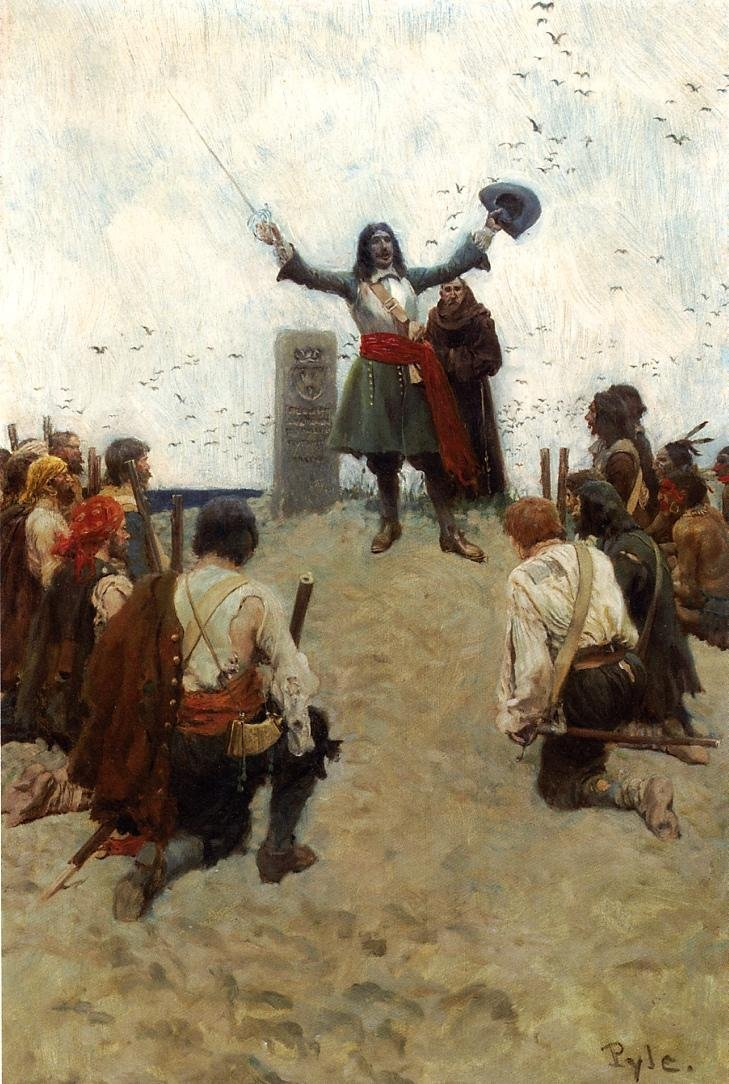
ルイジアナを建設するラ・サール一行

その後ラ・サールは同行者を募り、彼の探検の中でも、最も有名な探検に出た。クレーヴクールを18人のアメリカ・インディアンと共に出発して ミシシッピ川をカヌーで下り、メキシコ湾に着いた。1682年4月9日、この地でラサールは、ミシシッピ川流域がフランス領であると宣言し 現在のルイジアナ州ヴェニス付近の、ミシシッピ川の河口に銘板を埋めて十字架を立て、ルイ14世に敬意を表してその地をルイジアナと名付けた。また、狩猟のため、現在のテネシーとの州境に一行は足を止めたが、その時、兵器工であるピエール・プリュドムが行方不明になった。おそらくチカソー族に捕まったのだろうとなり、ラ・サールは、ハッチー川の南の崖に建てた砦柵をプリュドム砦と呼んだ。ところが10日後、プリュドムが、無事ではあったものの、かなり腹を空かせて戻ってきた。その後一行はミシシッピを下流へと向かった。プリュドム砦は、後のウエストテネシーで、最初に白人が建てた建造物となった。
ミシシッピ川下流を探検した後、ラ・サールはルイジアナへの入植者を募集するためフランスへ戻った。1683年、イリノイ川沿いの毛皮交易所にはアンリ・ド・トンティを指揮官として配置した。このトンティは、1678年にラサールがカナダに連れてきたイタリア人傭兵で、ラサールの盟友だった。この交易所は、ヌーベルフランス当局が、毛皮交易品をモントリオールに集中させることを決めて後、西にある交易所の中で唯一稼働している交易所だった。トンティはこの仕事にあまり気が乗らず、ラサールに手紙を送り、アメリカに戻って来て手伝ってくれと頼んだ。

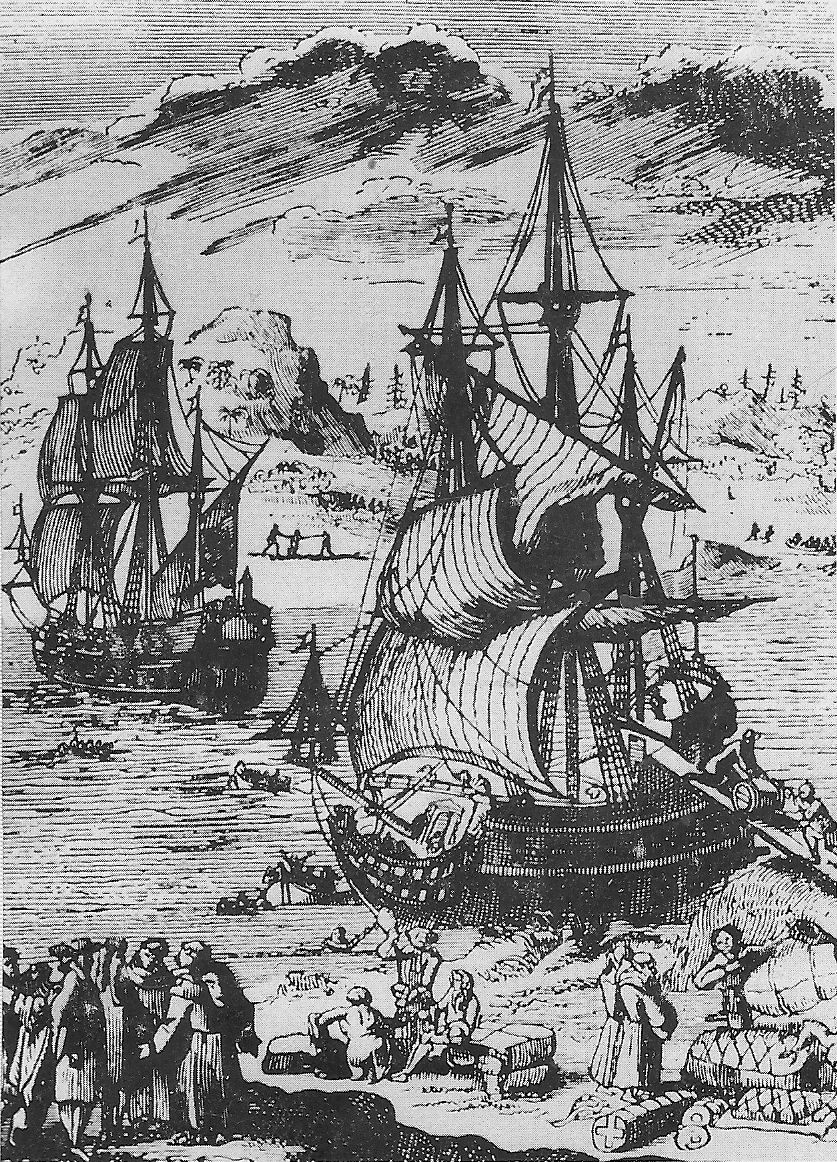
マタゴルバ湾に着いたフランス船

1684年7月24日、ラ・サールはフランスからアメリカに、多くの入植者を連れて戻った。この入植者たちは、メキシコ湾沿岸のミシシッピ川河口に、フランス人入植地を建設するのが目的だった。1684年に、300人のフランス人が4隻の船で出航したが、海賊や、悪意のあるインディアンの襲撃を受け、また航海術の拙さもあって、1隻は西インド諸島で海賊に連れ去られ、2隻目のラ・ベル はマタゴルバ湾の入り江で沈没し、3隻目は座礁した。入植者たちはテキサスのヴィクトリア近くに、サンルイ砦を建設した。ラ・サールは徒歩で一行を東に向かわせ、3度に及びミシシッピに定住する機会を得ようとした。ミシシッピ川を新たな探検しているうちに、一行の残り36人は、テキサス州ナバソタの近くで反乱を起こした。そして1687年3月19日、ラ・サールはピエール・デュオーから暗殺された。デュオーはラ・サールに襲いかかった4人のうちの1人で、ハシナイ族のインディアンの集落の最も西から、6リーグ（29キロ）の距離をやって来た男だった。ラサールの死後、サンルイ砦は1688年まで持ちこたえたが、カランカワ族が残った大人を殺して、子供たちを捕虜とした。

## ラ・サールの与えた影響
1689年にスペイン軍がサンルイ砦の跡を発見したことにより、ラ・サールの最後の探検は、ハシナイ族の族長とスペイン人の出会いのきっかけを作った。この族長は自分たちの土地への布教を奨励した。1690年にアロンソ・デ・レオンとダミエン・マシネット神父がクロケットの町の向こうに、サンフランシスコ・デ・ラス・テハス教会を作った。このテハスが英語でテキサスとなり、このテキサス植民地の情報がスペインにもたらされ、スペイン人の入植地となったが、後にテキサスはスペインからの独立を勝ち取り、1813年にテキサス共和国となり、その後米墨戦争を経てアメリカ合衆国に編成されテキサス州となった。それ以前の1762年に、これもラサールが発見したルイジアナがイギリス領アメリカに割譲され、後にアメリカ合衆国の州となった。

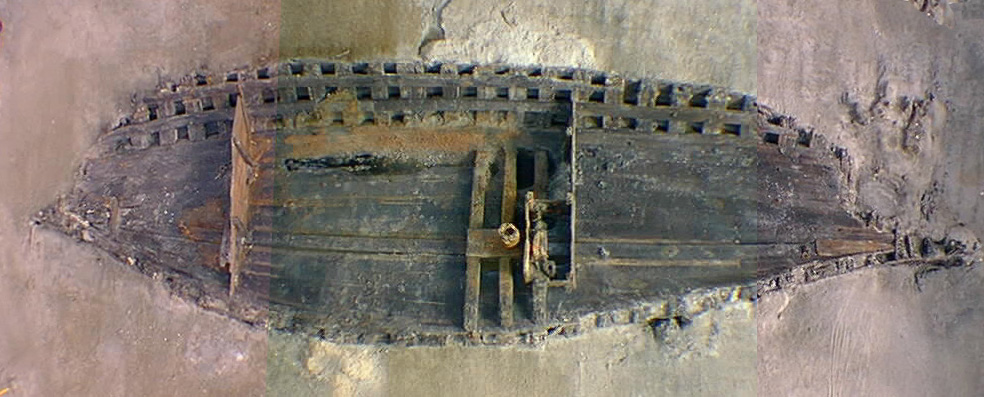
ラ・ベルの船体

1995年、ラ・サールの船であるラ・ベルがマタゴルダ湾で発見され、船体は保存されて、最終的にテキサス州立歴史博物館に展示されることになっている。また、船から見つかった工芸品は現在テキサス中のいくつかの博物館で展示されている。ラ・サールは多くの地名や組織に、その栄誉をたたえて名が冠せられている。ラサールの伝説でより重要なのは、彼が五大湖地方やミシシッピ川流域の知識を広く知らしめたことである。ルイジアナをフランス領としたこともまた、この地域の町の外観や文化的習慣の見地から、大きな意味を持つ。